# Костенець
Ко́стенець (болг. Костенец) — місто в Софійській області Болгарії. Адміністративний центр общини Костенець.

## Населення
За даними перепису населення 2011 року у місті проживали 6853 особи.
Національний склад населення міста:
| Національність   | Кількість осіб | Відсоток |
| ---------------- | -------------- | -------- |
| болгари          | 6287           | 99,5%    |
| цигани           | 9              | 0,1%     |
| інша             | 11             | 0,2%     |
| Всього відповіли | 6320           |          |

Розподіл населення за віком у 2011 році:
Динаміка населення: